# 2014 في إسرائيل
فيما يلي قوائم الأحداث التي وقعت خلال عام 2014 في إسرائيل.

## أحداث
- 4 أغسطس – هجوم حفار القدس 2014
- 5 نوفمبر – هجوم القدس نوفمبر 2014

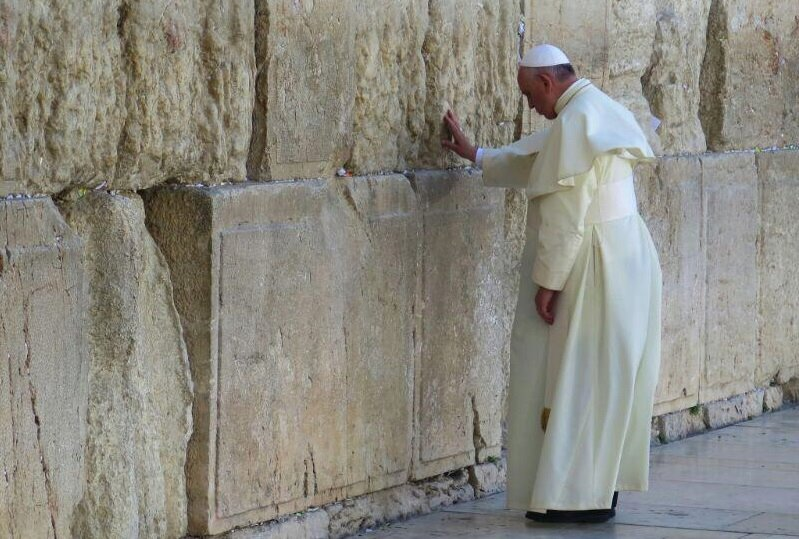
يزور البابا فرانسيس إسرائيل والسلطة الفلسطينية لمدة يومين.

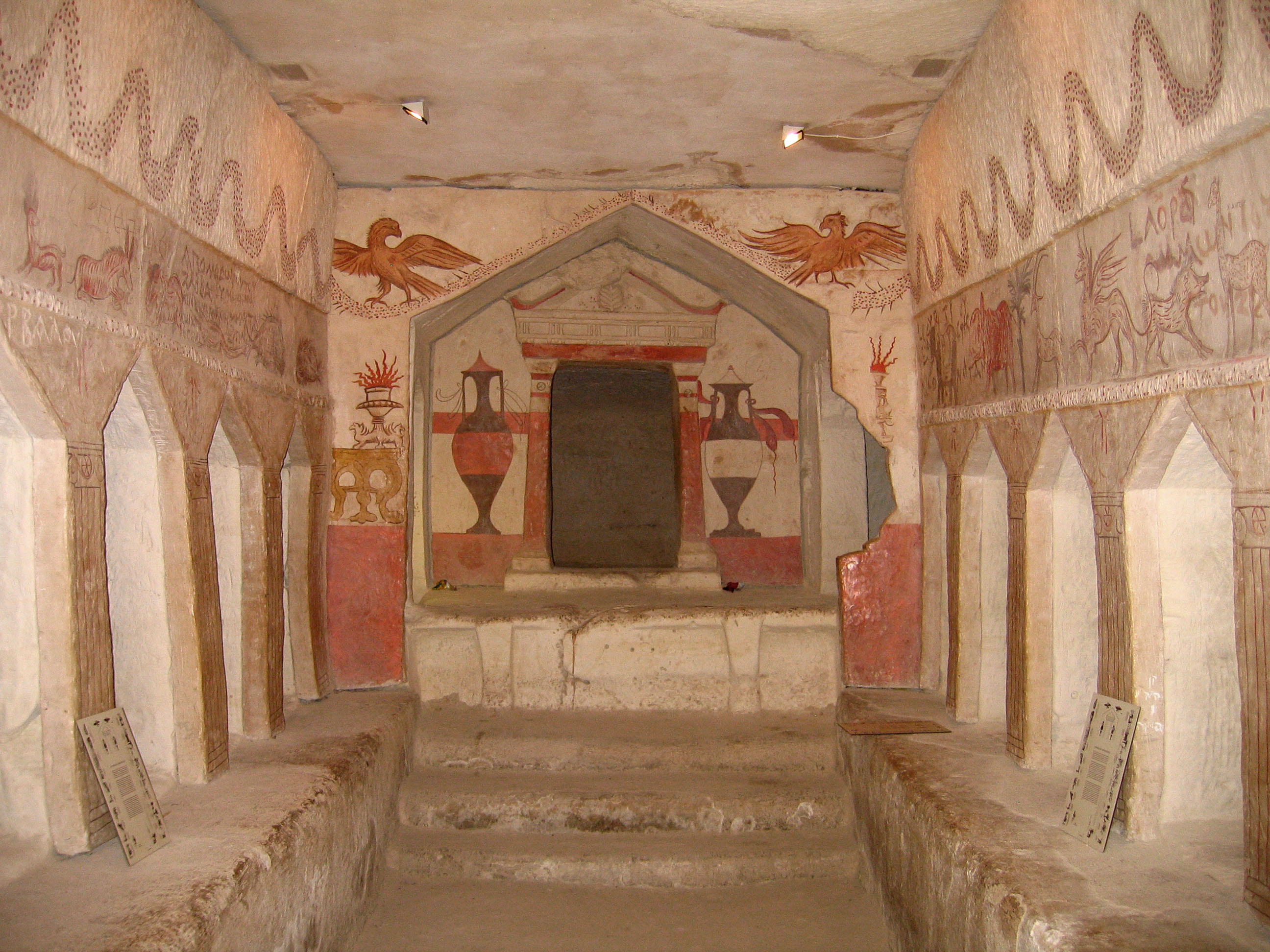
أعلنت اليونسكو حديقة بيت جوبرين - مارشا الوطنية كموقع للتراث العالمي.

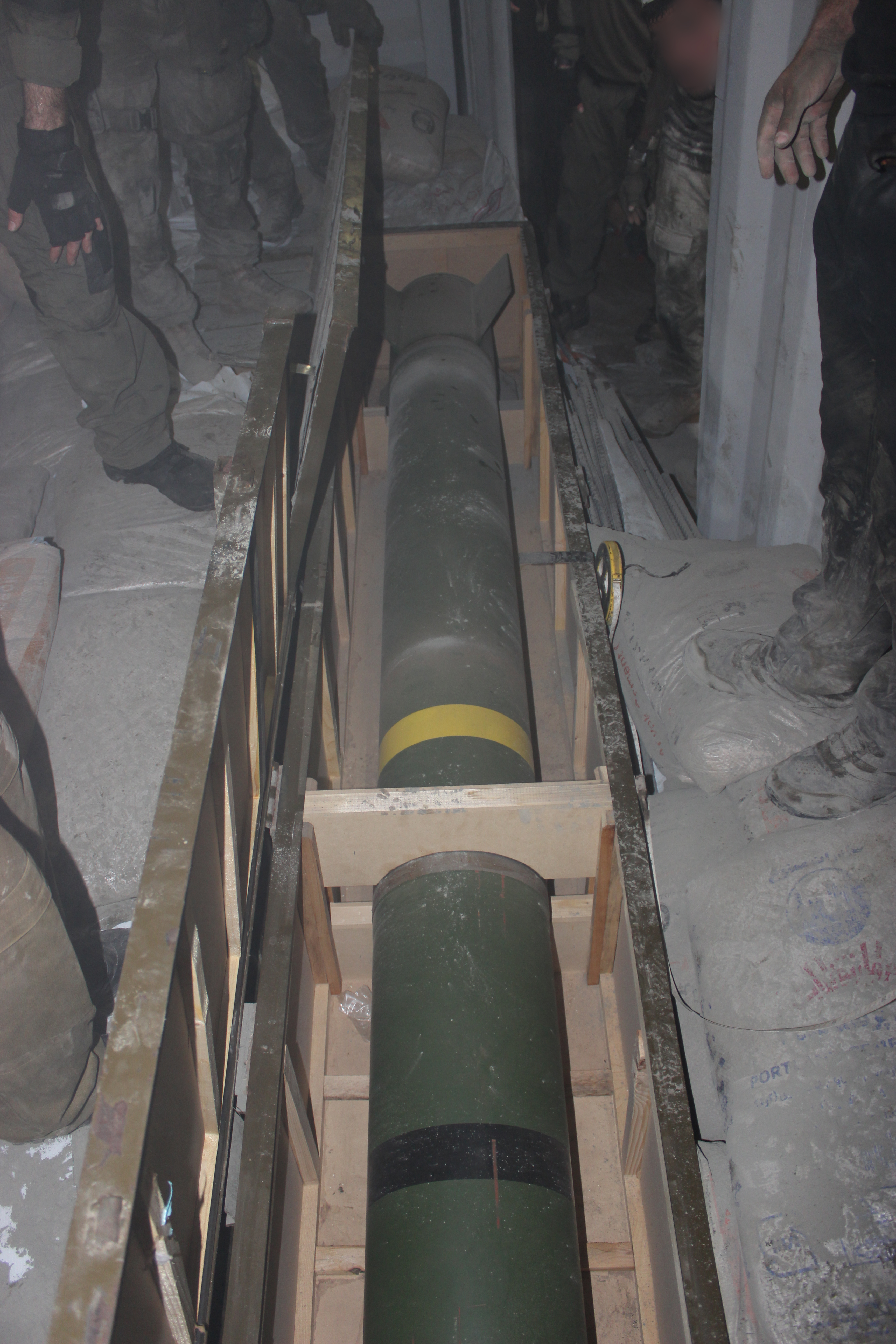
صاروخ M-302 الذي تعرض له جنود الجيش الإسرائيلي في 5 مارس / آذار على بحر كلوس

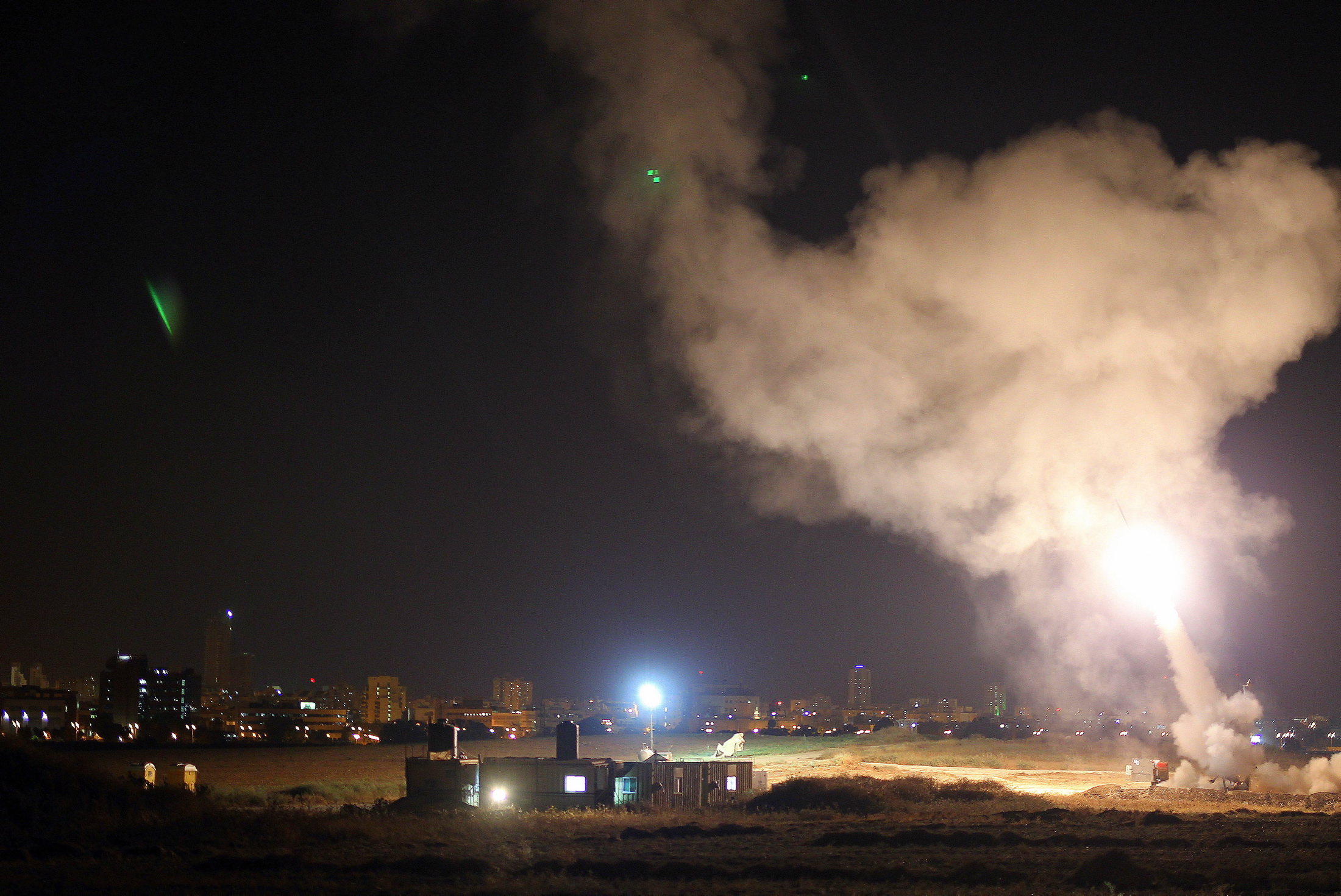
عملية تزوك إيتان: قبة حديدية تعترض إطلاق صاروخ باتجاه وسط إسرائيل

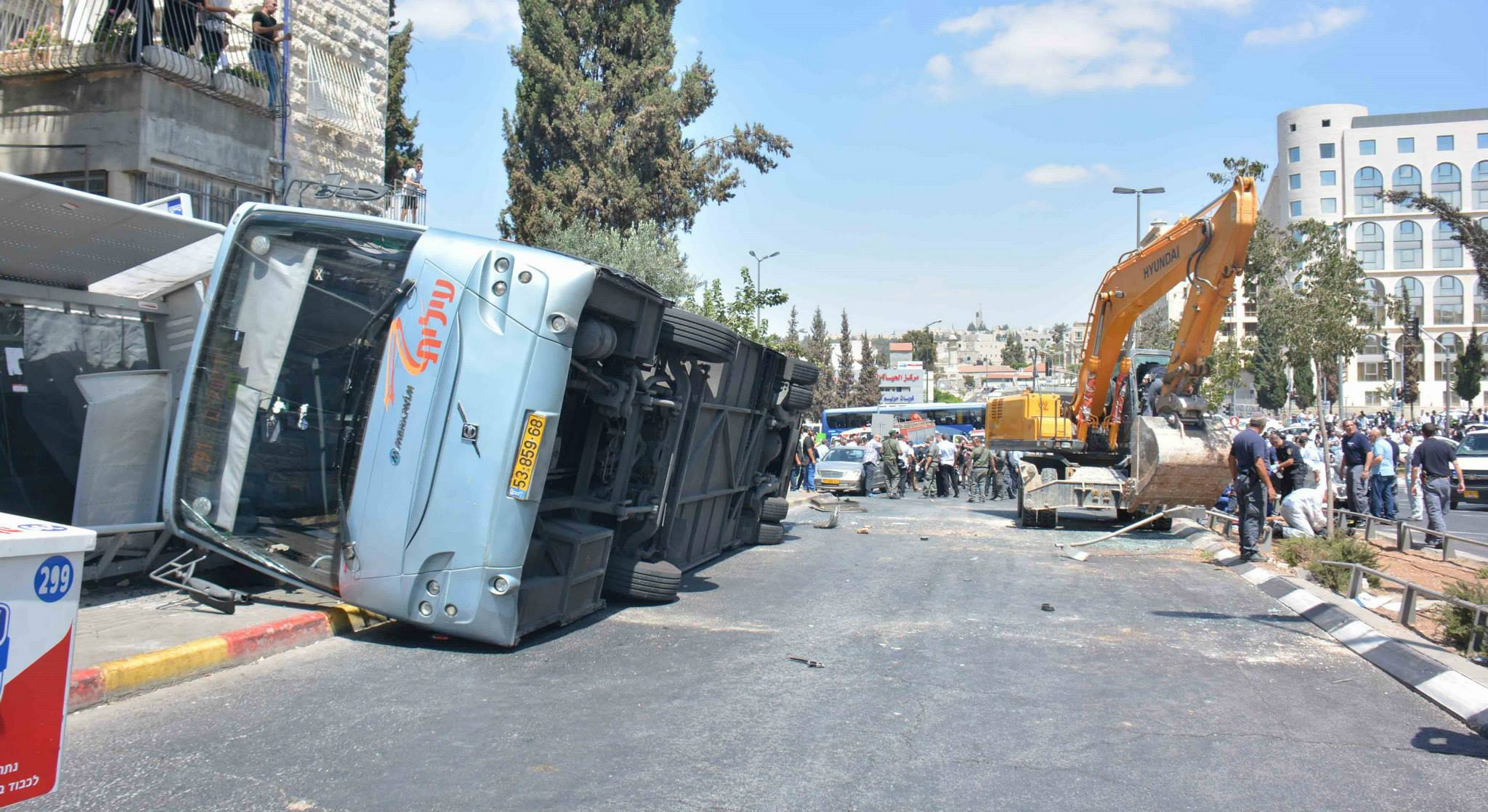
هجوم إرهابي بالحفر في القدس

- 22 أكتوبر – هجوم القدس أكتوبر 2014
- 2 يوليو – خطف وقتل محمد أبو خضير
- 10 يونيو – الانتخابات الرئاسية الإسرائيلية 2014

## سياسة

### تعيين في المنصب
- 22 يونيو – يوآف بن تسور عضو الكنيست [الإنجليزية]‏.
- 9 يوليو – أوفير أكونيس عضو الكنيست [الإنجليزية]‏.
- 9 يوليو – افيغادور ليبرمان عضو الكنيست [الإنجليزية]‏.
- 9 يوليو – اورلي ليفي عضو الكنيست [الإنجليزية]‏.
- 9 يوليو – بنيامين نتانياهو عضو الكنيست [الإنجليزية]‏،وزير الاتصالات الإسرائيلي  [لغات أخرى]‏.
- 9 يوليو – تساحي هنغبي عضو الكنيست [الإنجليزية]‏.
- 9 يوليو – تسيبي هوتوفلي عضو الكنيست [الإنجليزية]‏.
- 9 يوليو – جلعاد أردان عضو الكنيست [الإنجليزية]‏.
- 9 يوليو – جيلا غامليل عضو الكنيست [الإنجليزية]‏.
- 9 يوليو – حاييم كاتس عضو الكنيست [الإنجليزية]‏.
- 9 يوليو – حمد عمار عضو الكنيست [الإنجليزية]‏.
- 9 يوليو – داني دانون عضو الكنيست [الإنجليزية]‏.
- 9 يوليو – زئيف إلكين عضو الكنيست [الإنجليزية]‏.
- 9 يوليو – سوفا لاندفير عضو الكنيست [الإنجليزية]‏.
- 9 يوليو – سيلفان شالوم عضو الكنيست [الإنجليزية]‏.
- 9 يوليو – شمعون أوحيون عضو الكنيست [الإنجليزية]‏.
- 9 يوليو – موشيه يعلون عضو الكنيست [الإنجليزية]‏.
- 9 يوليو – ميري ريغيف عضو الكنيست [الإنجليزية]‏.
- 9 يوليو – ياريف ليفين عضو الكنيست [الإنجليزية]‏.
- 9 يوليو – يسرائيل كاتس عضو الكنيست [الإنجليزية]‏.
- 9 يوليو – يولي أدلشتين عضو الكنيست [الإنجليزية]‏.
- 24 يوليو – رؤوفين ريفلين رئيس إسرائيل.
- 14 ديسمبر – غالب مجادلة عضو الكنيست [الإنجليزية]‏.

### انتهاء فترة المنصب
- 10 يونيو – رؤوفين ريفلين عضو الكنيست [الإنجليزية]‏.
- 9 يوليو – أوفير أكونيس عضو الكنيست [الإنجليزية]‏.
- 9 يوليو – افيغادور ليبرمان عضو الكنيست [الإنجليزية]‏.
- 9 يوليو – اورلي ليفي عضو الكنيست [الإنجليزية]‏.
- 9 يوليو – بنيامين نتانياهو عضو الكنيست [الإنجليزية]‏.
- 9 يوليو – تساحي هنغبي عضو الكنيست [الإنجليزية]‏.
- 9 يوليو – تسيبي هوتوفلي عضو الكنيست [الإنجليزية]‏.
- 9 يوليو – جلعاد أردان عضو الكنيست [الإنجليزية]‏.
- 9 يوليو – جيلا غامليل عضو الكنيست [الإنجليزية]‏.
- 9 يوليو – حاييم كاتس عضو الكنيست [الإنجليزية]‏.
- 9 يوليو – حمد عمار عضو الكنيست [الإنجليزية]‏.
- 9 يوليو – داني دانون عضو الكنيست [الإنجليزية]‏.
- 9 يوليو – زئيف إلكين عضو الكنيست [الإنجليزية]‏.
- 9 يوليو – سوفا لاندفير عضو الكنيست [الإنجليزية]‏.
- 9 يوليو – سيلفان شالوم عضو الكنيست [الإنجليزية]‏.
- 9 يوليو – شمعون أوحيون عضو الكنيست [الإنجليزية]‏.
- 9 يوليو – موشيه يعلون عضو الكنيست [الإنجليزية]‏.
- 9 يوليو – ميري ريغيف عضو الكنيست [الإنجليزية]‏.
- 9 يوليو – ياريف ليفين عضو الكنيست [الإنجليزية]‏.
- 9 يوليو – يسرائيل كاتس عضو الكنيست [الإنجليزية]‏.
- 9 يوليو – يولي أدلشتين عضو الكنيست [الإنجليزية]‏.
- 28 يوليو – شمعون بيريز رئيس إسرائيل.
- 9 نوفمبر – عمير بيرتز وزير حماية البيئة ‏.
- 2 ديسمبر – يائيل جيرمان وزير الصحة  [لغات أخرى]‏.
- 4 ديسمبر – تسيبي ليفني Justice Minister of Israel ‏.
- 4 ديسمبر – يائير لبيد وزير المالية الإسرائيلي  [لغات أخرى]‏.
- 14 ديسمبر – بنيامين بن إليعازر عضو الكنيست [الإنجليزية]‏.
- 18 ديسمبر – يسرائيل حسون عضو الكنيست [الإنجليزية]‏.

## أفلام
من الأفلام التي صدرت هذه السنة في إسرائيل:
- 1 يناير – عرب راقصون من إخراج عيران ريكليس.

## وفيات

### يناير
- 11 يناير – أرئيل شارون (مواليد 1928)
- 24 يناير – شولاميت ألوني (مواليد 1928) سياسية إسرائيلية.

### مايو
- 1 مايو – عاصي ديان (مواليد 1945)

### أغسطس
- 8 أغسطس – مناحيم غولان (مواليد 1929)

### سبتمبر
- 15 سبتمبر – إسحاق حوفي (مواليد 1927)
- 21 سبتمبر – مايك هراري (مواليد 1927) ضابط اغتيالات إسرائيلي.

### أكتوبر
- 15 أكتوبر – سعيد خوري (مواليد 1923)

### نوفمبر
- 25 نوفمبر – جعفر طوقان (مواليد 1938)